# 35th Fighter Wing
Le 35th Fighter Wing (35th FW, 35e Escadre de Chasse), appartenant aux Pacific Air Forces de l'United States Air Force est stationné à Misawa Air Base au Japon.

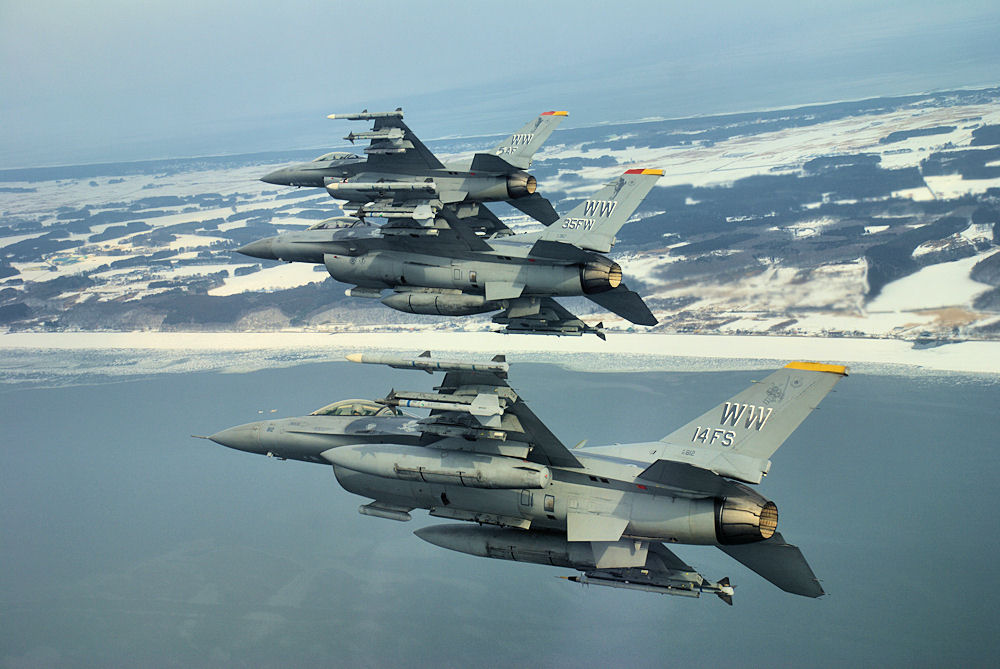
Trois General Dynamics F-16 appartenant respectivement à la Fifth Air Force, au 35th Fighter Wing et au 14th Fighter Squadron en formation au-dessus de Misawa Air Base en 2009.